# Lens Info
Lens Info était une station de radio de l'ancien bassin minier du Nord-Pas-de-Calais. Créée par Jean-Christophe Rieu, elle a effectué ses premières diffusions le 30 octobre 2008 sur la fréquence 101.9 FM. Elle appartenait à la société à responsabilité limitée du même nom, Lens Info.
Ses locaux, de 400 m2, étaient situés rue Bayard, dans le centre-ville de Lens, dans le Pas-de-Calais, tandis que l'émetteur se situait rue Lavoisier, dans la même ville.

## Historique
Fin 2007, Jean-Christophe Rieu quitte France Bleu Nord en vue de se consacrer à son projet pour la région Nord-Pas-de-Calais. Il répond à l'appel à candidature du Conseil supérieur de l'audiovisuel. Sur les 25 dossiers présentés au CSA, Lens Info est retenu. Jean-Christophe Rieu avait expliqué que sa radio pourrait « doter, enfin, Lens d'une véritable radio locale car, jusqu'à présent, seules des radios nationales proposaient des décrochages, avec 2 à 3 minutes d'infos locales par heure », qui est très peu selon lui.
Après avoir attendu la nuit bleue radiophonique sans cesse repoussée, la radio est lancée le 30 octobre 2008 sur la fréquence 101.9 FM.
L'entreprise connaît des problèmes de financement à partir de fin février 2009. Jean-Christophe Rieu est d'abord aidé grâce à une manne. Par la suite, les charges financières augmentant, le 24 juillet 2009 Lens Info cesse d'émettre définitivement.

## La Radio

### Le Studio
Les locaux de Lens Info sont situés dans la rue Bayard à Lens. Composés de trois parties (un studio antenne, un studio info et un studio pour les enregistrements) entièrement numérisées, ils représentent en tout une surface de 400 m2.

### Les Programmes
Diffusés 24 heures sur 24 et 7 jours sur 7 sur la fréquence 101.9 FM, les programmes se veulent comme « un format généraliste adulte, mêlant habillement les plages d'info, les émissions musicales, le divertissement et les émissions de service ». Trente pour cent du temps sera réservé pour la musique, tout le reste du temps sera réservé pour les journaux d'information et pour les magazines. Lens Info ressemblera un peu à ses grandes sœurs RTL ou RMC Info.

## Pour compléter